# John McGeoch
John McGeoch (ur. 25 sierpnia 1956 w Greenock, w Szkocji, zm. 4 marca 2004 w Londynie) – brytyjski gitarzysta punkrockowy.
Pod koniec lat 70. był gitarzystą zespołu punkrockowego Magazine (1977–1979, wrócił jeszcze na kilka ostatnich miesięcy istnienia grupy w 1981); obok roli gitarzysty był także drugim wokalistą, grał na niektórych instrumentach klawiszowych i saksofonie. Współpracował ponadto z zespołem Siouxsie and the Banshees, a od 1986 był członkiem Public Image Ltd Z tym ostatnim zespołem nagrał płyty Happy? (1987), Nine (1989), That What Is Not.
Ponadto nagrywał okazjonalnie z Peterem Murphym i zespołami Generation X, Visage, Ultravox i Heaven 17. Przez kilka lat pracował w Los Angeles.
McGeoch poślubił Denise Dakin, 14 września 1988. Para miała jedną córkę Emily Jean McGeoch (ur. 1989). Od początku ostatniej dekady zeszłego wieku, gitarzysta nie potrafił się odnaleźć w ówczesnych realiach muzycznych. Od 1995 roku rozpoczął pracę jako pielęgniarz, chociaż wciąż sporadycznie pisał muzykę dla telewizji. Zmarł we śnie 4 marca 2004 roku.
Autoryzowana biografia o życiu Johna McGeocha i jego spuściźnie (napisana przez Rory Sullivan-Burke) została opublikowana w kwietniu 2022 r. w Omnibus Press. The Light Pours Out of Me - The Authorized Biography of John McGeoch zawiera wywiady z wieloma muzykami inspirowanymi jego twórczością, w tym Johnny Marr z The Smiths, Jonny Greenwood z Radiohead i John Frusciante wśród wielu innych.